# شهرستان بنتون (مینه‌سوتا)
شهرستان بنتون، مینه‌سوتا (به انگلیسی: Benton County, Minnesota) شهرستانی در ایالات متحده آمریکا است که در مینه‌سوتا واقع شده‌است.